# 小田原空襲
小田原空襲（おだわらくうしゅう）とは、太平洋戦争末期の1945年（昭和20年）にアメリカ軍により行われた神奈川県小田原市に対する空襲である。小田原は地域一帯を焼き払う絨毯爆撃を受けることはなかったが、アメリカ軍が攻撃目標とした180都市のうちの96番目に指定されており、終戦までにP-51 マスタングなどの戦闘機による数度の攻撃を受け、同年7月17日と8月15日にはB-29が予定計画外に投棄したとみられる焼夷弾による被害を受けた。

## 経緯

### 7月17日の空襲
1945年（昭和20年）7月16日23時32分から翌7月17日1時12分にかけて近隣の平塚市はアメリカ軍第20航空軍所属の第314航空団による空襲を受けたが（平塚空襲）、小田原市内でも空襲があり早川地区の国有鉄道早川駅周辺で3人、多古地区で1人の合計4人が死亡した。第314航空団は平塚を空襲後に左旋回し足柄上郡松田町のポイントから伊豆半島の最南端に位置する石廊崎のポイントを経由して基地へ帰還するように定められており、松田と石廊崎を結ぶ直線上に近い小田原市内に余剰爆弾を投下したものと推測されている。なお、アメリカ軍の報告書には小田原市内に関する記録は残されていない。

### 8月3日の空襲
同日、アメリカ軍のP-51 マスタングが小田原市東部に飛来、足柄下郡下曽我村にある国有鉄道下曽我駅に機銃掃射を行ったが、運転事務室にいた同駅助役が負傷したのみで死者はなかった。
また、市内扇町にある富士写真フイルム小田原工場も同機による攻撃を受けたが被害はなかった。なお、同社は1944年（昭和19年）4月に軍需省から軍需工場の指定を受けており、小田原工場は航空写真機の部品や防弾ガラスや風船爆弾用の油などの製造を行っていたが、1945年（昭和20年）1月に防諜上の理由から会社名の使用が禁止されたため「皇国二〇二一工場」と改称された。

### 8月5日の空襲
同日11時頃、アメリカ軍のP-51 マスタングが足柄下郡国府津町にある国有鉄道国府津駅に飛来して機銃掃射を行い、駅舎が全焼、人員不足のため雇用された女子駅員2人が死亡した。
正午頃、アメリカ軍のP-51 マスタングが国有鉄道下曽我駅付近に飛来して機銃掃射を行い、同駅に停車中の貨物列車の機関車が運転不能、駅舎や下曽我の集落が焼失、駅員3人と住民3人の合計6人が死亡した。
時間は不明だが、富士写真フイルム小田原工場では同機の攻撃を受け通勤途中の女性従業員1人が死亡した（『南足柄市史』では2人としている）。

### 8月7日の伝単投下
アメリカ軍の報告書によれば同日11時25分、一機のB-29が小田原市上空に飛来し、高度30,000フィートの地点から一般市民に対し事前に空襲を警告し降伏を勧告するビラ（伝単）が詰め込まれた爆弾を投下、後に気象データを得て17時33分にグアム島の基地へ帰還したと記録されている。

### 8月13日の空襲

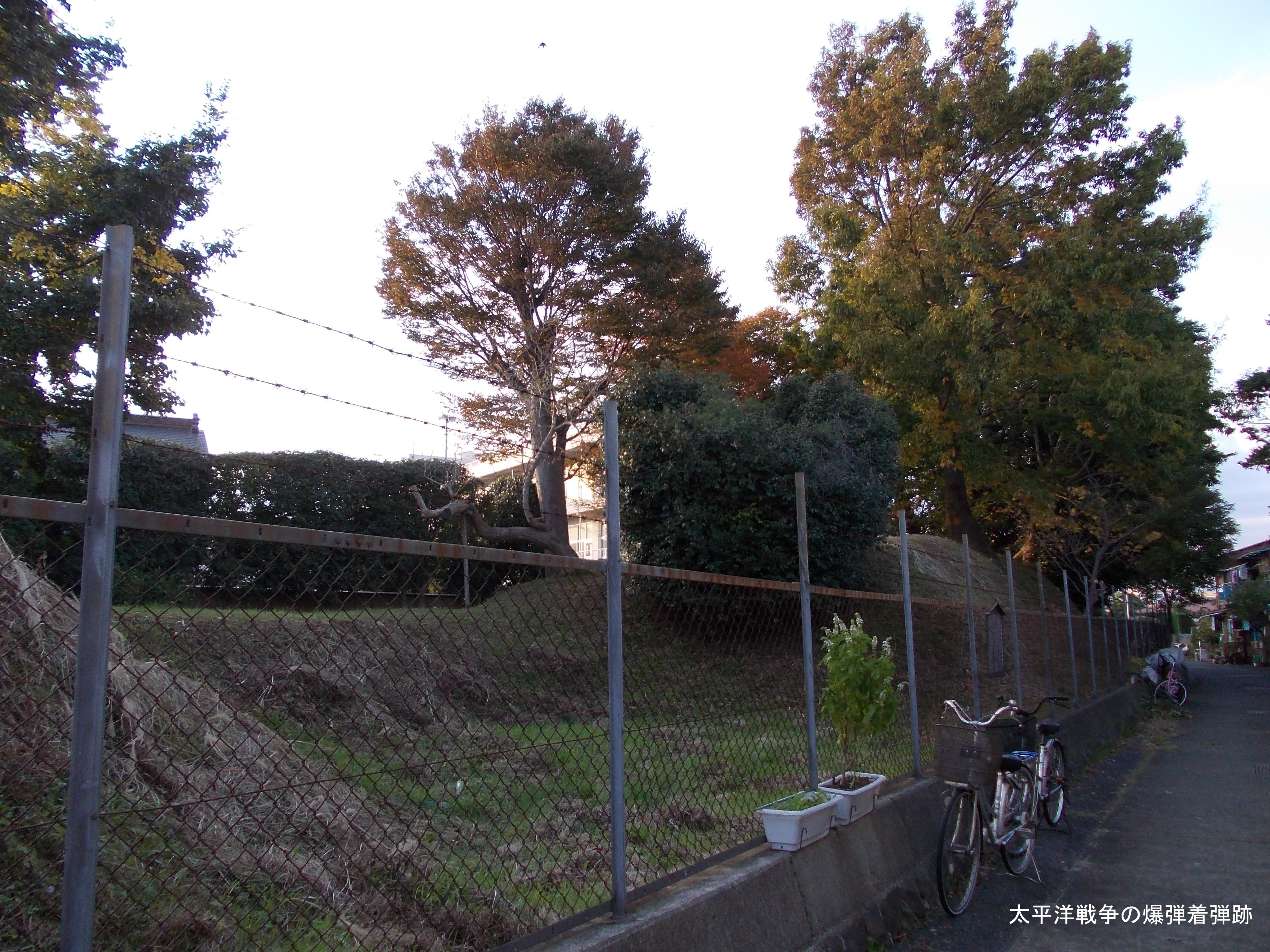
蓮上院土塁に刻まれた爆弾の着弾跡。

同日8時頃、小田原市新玉国民学校（後の小田原市立新玉小学校）が艦載機の爆撃を受け校舎の一部が倒壊、教員1人と用務員2人の合計3人が死亡した。この爆撃の際、同小学校に隣接する蓮上院の裏手にある蓮上院土塁（小田原城の遺構の一つ）にも着弾し、大きく損壊した。
8時30分、市内井細田（後の扇町）にある湯浅蓄電池製造小田原工場に艦載機が飛来して爆撃と機銃掃射を敢行、同工場内の防空壕の一つが爆弾の直撃を受け、退避していた従業員13人が死亡した。なお、同社はバッテリーを扱う会社で、1941年（昭和16年）から日本海軍指定の軍需工場となっていた。
9時頃、駿豆鉄道井細田駅と五百羅漢駅の中間に位置する多古地区が同機による爆撃を受け、防空壕に退避していた付近住民13人が死亡、さらに機銃掃射を受けた1人の合計14人が死亡した。
時間は不明だが、富士写真フイルム小田原工場も機銃掃射と爆撃を受け、光学ガラス溶融工場が損壊し、研究所1棟が炎上、待避中の男性従業員2人が死亡した。

### 8月15日の空襲

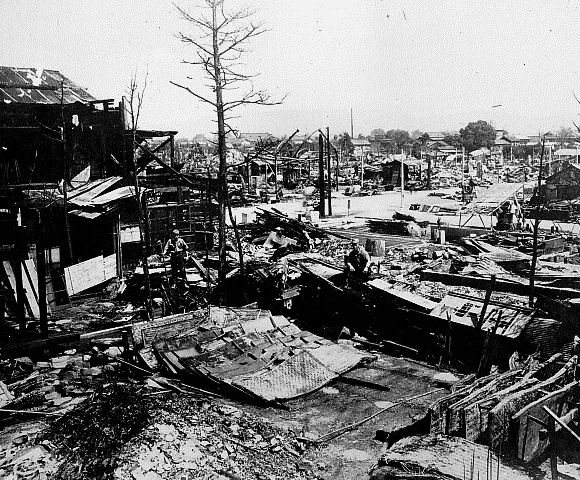
1945年8月15日の空襲後の市街地。写真は市内万年町3丁目付近を写したもの。

同日1時頃、一機のB-29が小田原上空に飛来して照明弾の投下に続いて、多古・井細田方面から宮小路方面にかけて焼夷弾を投下。幸町1丁目と4丁目、万年3丁目と4丁目（後の浜町1丁目と3丁目、本町2丁目と3丁目）の402戸が被災し、12人が死亡した。
12人死亡とする記録は1979年（昭和54年）に発足した「戦時下の小田原地方を記録する会」の聞き取り調査によるもので、1946年（昭和21年）1月に第一復員省が作成した
「全国主要都市戦災概要図」の第二次調査戦災被害状況概見や、建設省計画局区画整理課が作成した「戦災都市の指定を受けた都市の罹災状況」では48人死亡としている。なお、2001年（平成13年）に出版された『小田原市史』は「戦時下の小田原地方を記録する会」の記録を採用している。
関東地方では、同日0時8分から2時15分にかけて群馬県伊勢崎市がアメリカ軍第20航空軍所属の第73航空団および第314航空団による空襲（伊勢崎空襲）、同日0時23分から1時39分にかけて埼玉県熊谷市が第313航空団および第314航空団による空襲（熊谷空襲）を受けている。そのため、小田原市街に対する空襲は、伊勢崎または熊谷を攻撃した部隊が作戦終了後、帰投路に定められた静岡県賀茂郡下田町付近のポイントを通過するまでの間に、余剰爆弾を投棄したものと推測されているが、『小田原市史』は「第二次世界大戦の特徴のひとつである無差別爆撃として、歴史の中で位置付ける必要がある」としている。なお、アメリカ軍の報告書には8月15日の小田原市に対する空襲に関する記録は残されていない。

## その他
神奈川県内の市部では、この他横浜、川崎、平塚、横須賀、藤沢、鎌倉などが空襲被害に遭っている。